# جوردن هاينز
جوردن هاينز هو لاعب كرة قدم كندي، ولد في 17 يناير 1996 في بيتيربوروغ في كندا. شارك مع منتخب كندا تحت 17 سنة لكرة القدم. أما مع النوادي، فقد لعب مع Whitecaps FC 2 ‏.

## وصلات خارجية
- جوردن هاينز على موقع الاتحاد الدولي (مؤرشف)  (الإنجليزية)
- جوردن هاينز على موقع قاعدة بيانات كرة القدم.إي يو (الإنجليزية)
- جوردن هاينز على موقع Soccerway.com (الإنجليزية)